# Chiesa di San Nicola (Pamplona)
La chiesa di San Nicola (in spagnolo Iglesia de San Nicolás, in basco San Nikolas eliza) è un luogo di culto cattolico del comune spagnolo di Pamplona nella comunità autonoma di Navarra. Posta sul Camino Francés, uno dei rami del Cammino di Santiago di Compostela, la sua costruzione risale al XII secolo e in Spagna è considerata un Bien de Interés Cultural.

## Storia

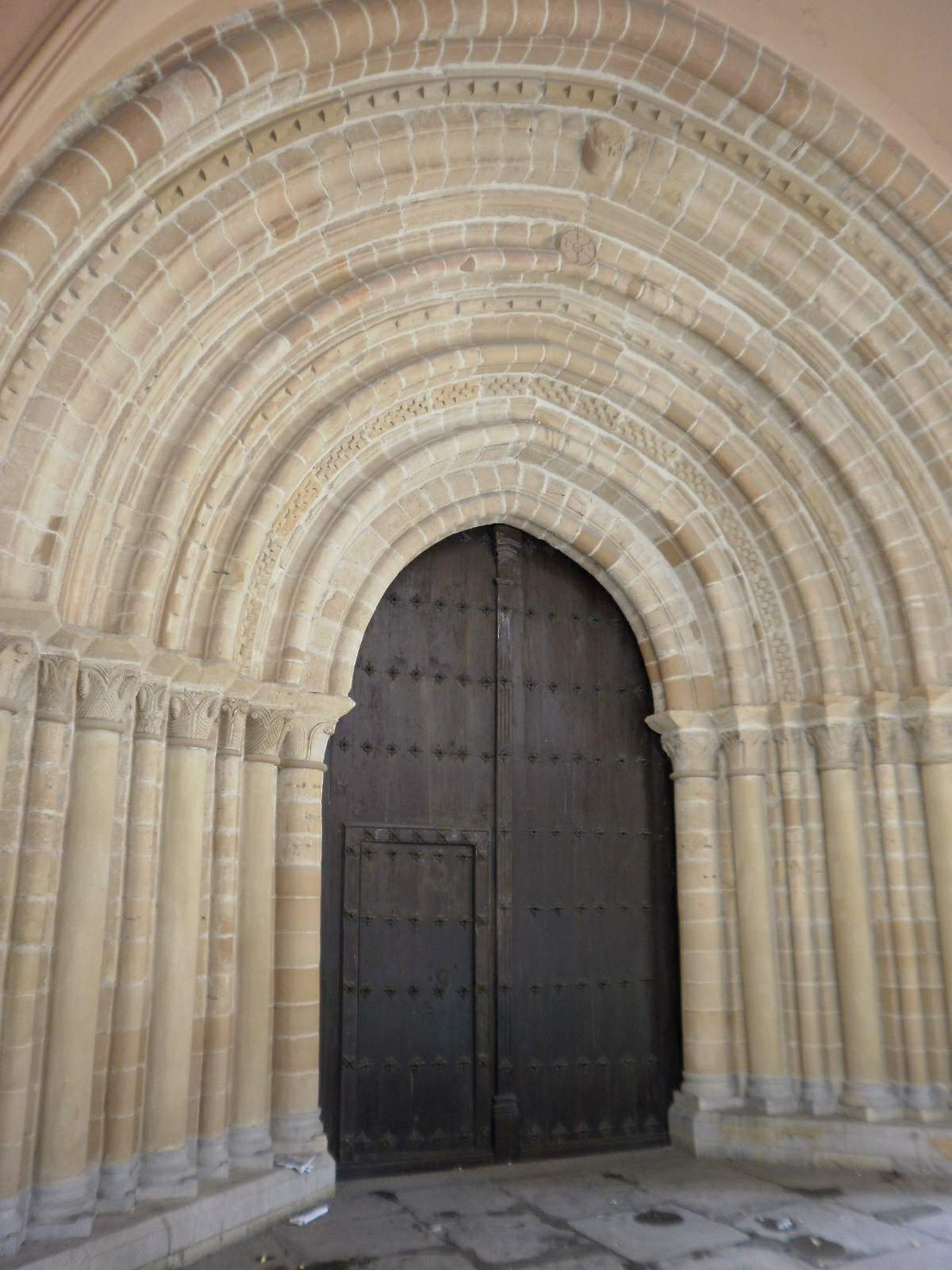
Grande portale di accesso

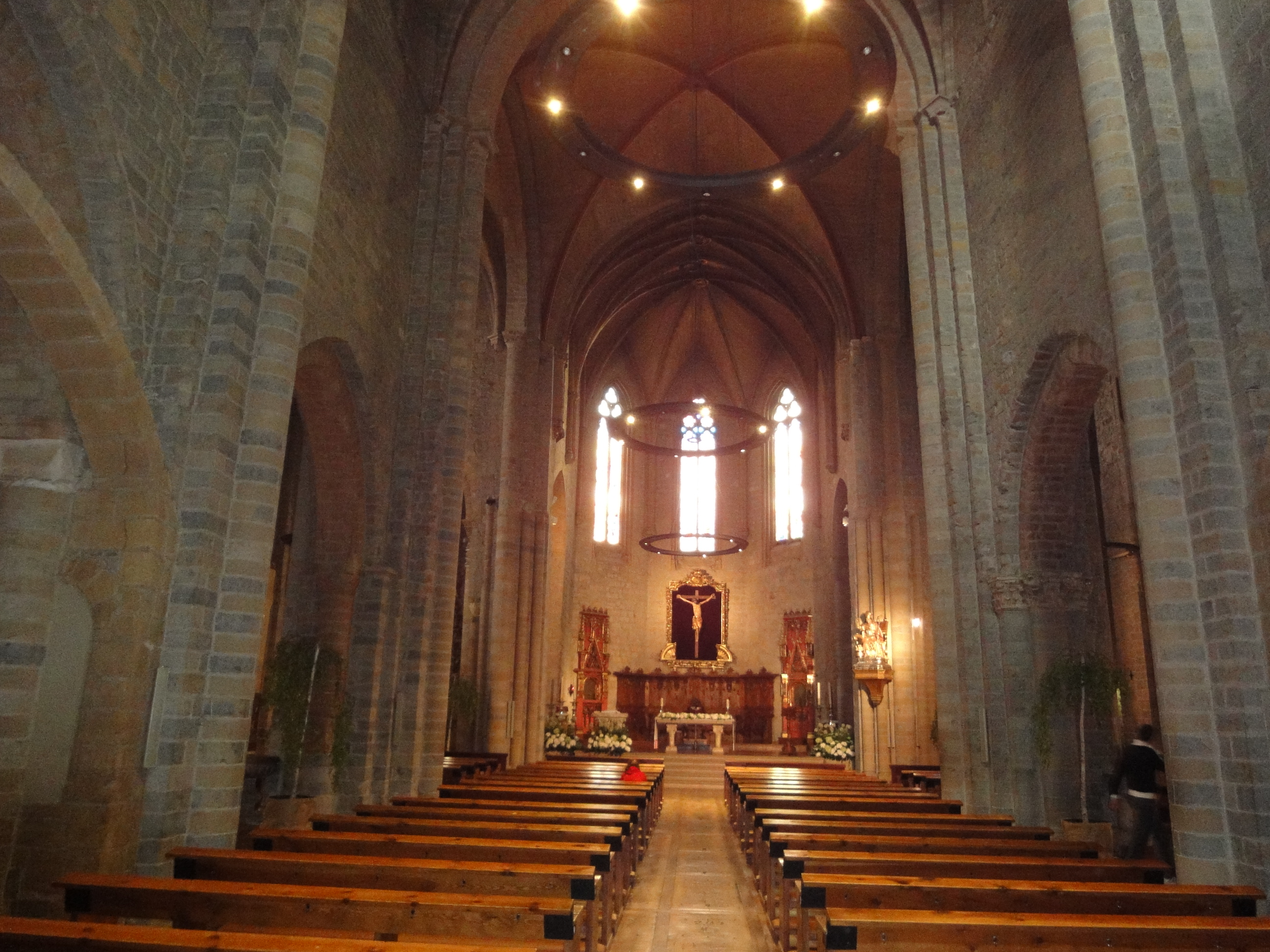
Navata centrale della chiesa

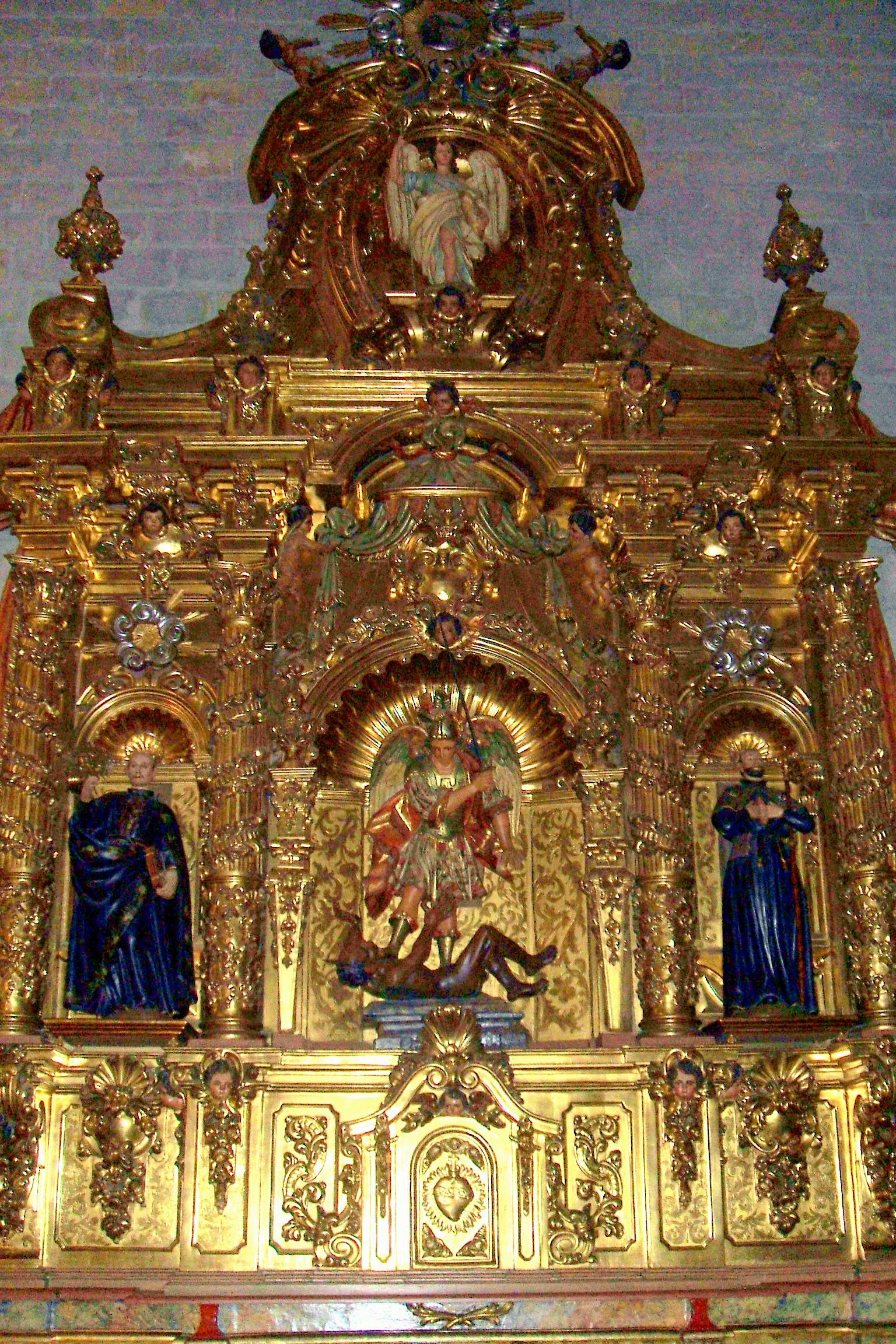
Grande pala d'altare in stile barocco

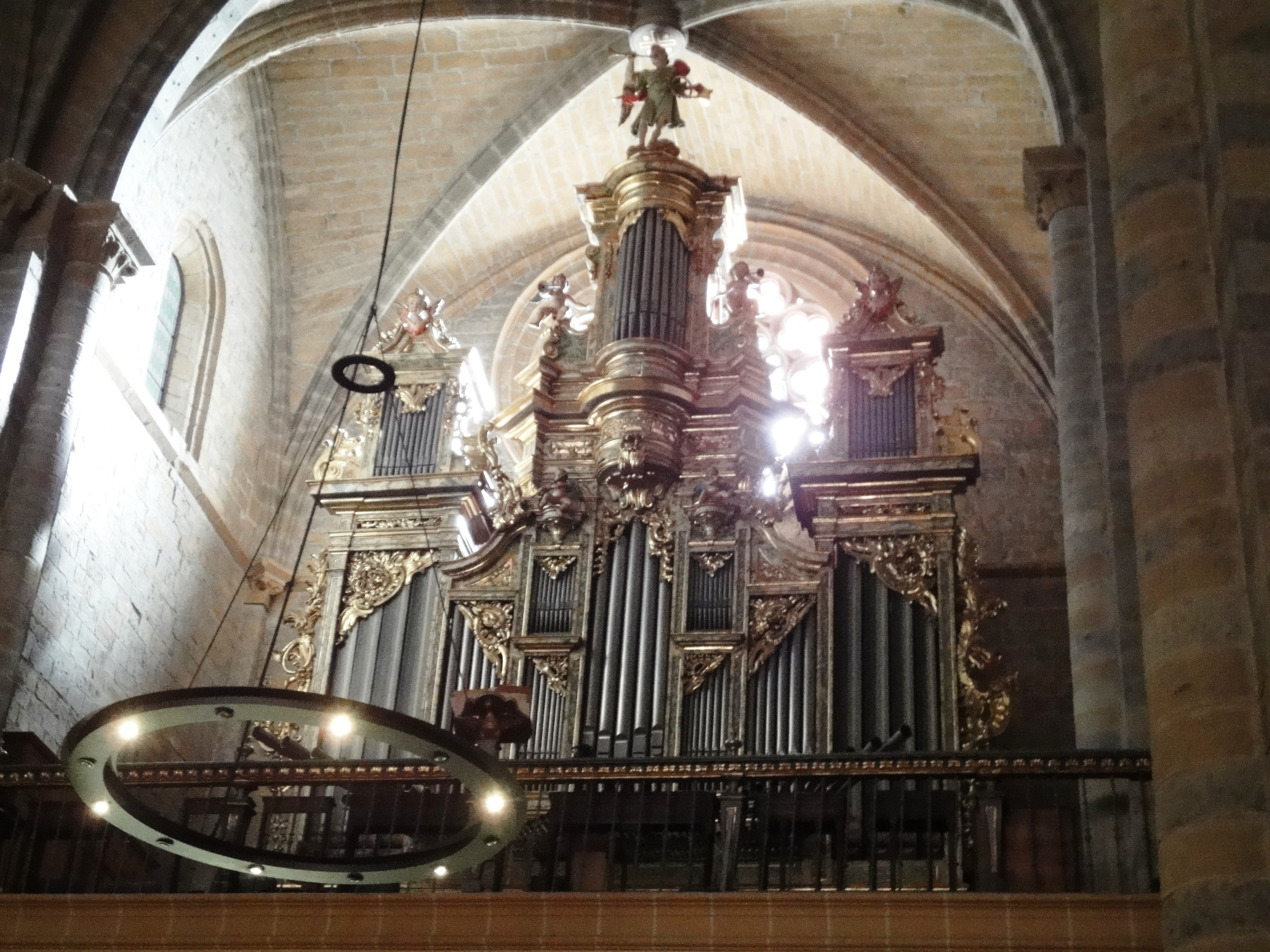
Organo a canne in cantoria

La chiesa venne edificata nel XII secolo e in origine fu pensata anche come fortezza difensiva per la popolazione di San Nicolás, uno dei tre quartieri del centro storico di Pamplona che stava nascendo in quel periodo e che si trovava spesso in contrasto con gli altri due borghi della città, Navarrería e San Saturnino, quindi le sue mura furono pensate robuste e all'inizio venne dotata di torri di avvistamento, inferriate e altri elementi difensivi demoliti solo in seguito. La chiesa venne distrutta nel 1222 durante uno scontro tra i quartieri cittadini quindi ricostruita e riconsacrata nel 1231. Nel 1512 Ferdinando II d'Aragona conquistò il territorio e in quel momento molte delle sue strutture difensive vennero tolte. Il tempio fu oggetto di importanti interventi che ne modificarono sensibilmente l'aspetto tra il XVIII e il XX secolo. Nel XIX fu costruito il portico in stile neogotico. Durante i lavori del 1982 vennero riportati alla luce sotto le pale d'altare resti di affreschi del XIV secolo.

## Descrizione

### Esterni
La chiesa si trova nel centro storico cittadino tra plaza de San Nicolás, calle San Miguel e paseo di Sarasate. La facciata è caratterizzata dal grande portale e l'edificio su due lati presenta il portico neogotico. La torre campanaria è la maggiore delle tre torri di avvistamento delle quali era dotata in origine mentre ne rimane anche una seconda di minori dimensioni .

### Interni
L'interno del tempio è in stile gotico suddiviso in tre navate con volta a botte ogivale.
Nella sala sono conservate pale d'altare in stile barocco e un grande organo a canne, il più importante di Pamplona, utilizzato ogni anno per il concerto del 1º novembre in onore di Pablo de Sarasate.